# Albizia tanganyicensis
Espèce
Synonymes
- Albizia rhodesica Burtt Davy[1]
- Albizia tanganyicensis subsp. tanganyicensis[1]

Statut de conservation UICN

 LC  : Préoccupation mineure
Albizia tanganyicensis une espèce de plantes à fleurs du genre Albizia et de la famille des Fabaceae.

## Liste des sous-espèces
Selon Catalogue of Life (16 février 2019) :
- sous-espèce Albizia tanganyicensis subsp. adamsoniorum
- sous-espèce Albizia tanganyicensis subsp. tanganyicensis

Selon Tropicos (16 février 2019) (Attention liste brute contenant possiblement des synonymes) :
- sous-espèce Albizia tanganyicensis subsp. adamsoniorum Brenan
- sous-espèce Albizia tanganyicensis subsp. tanganyicensis